# Giovanni Francesco Savaro
Giovanni Francesco Savaro (Pizzo, 1610 - Mileto, 1682) est un écrivain et orateur italien. 

## Biographie
Giovanni Francesco Savaro est archidiacre de la curie de Mileto, écrivain, conférencier, poète, académicien des humoristes et professeur de rhétorique à l'université de Bologne. Il déménage à Mantoue et reçoit les honneurs et la protection de l'impératrice Eleonora. En raison de son tempérament impulsif et irrévérencieux, il est emprisonné au château de Pizzo sur ordre de l'évêque de Mileto, puis transféré dans une prison de Rome. Après une période, il est libéré et s'installe à Bologne où il enseigne à l'université. C'est là qu'il devient un collègue et ami du célèbre scientifique Marcello Malpighi. Après Bologne, il revient à Mantoue et est nommé aumônier des Gonzaga. Il continue à voyager abondamment en Italie, reçu avec bienveillance devant les divers tribunaux de l'époque jusqu'à son retour à Mileto, en Calabre, où il est poignardé, dans la nuit de 1682.

## Œuvre (sélection)
- La nobiltà del Pizzo, Satira, 1640
- Sisara, oratorio sacro rappresentato a Bologna, 1667
- Il Zelante difeso, oratorio sacro rappresentato a Mantova, 1672